# Mikołaj Crispo
Mikołaj Crispo (ur. 1392, zm. 1450) – wenecki władca Siros w latach 1420-1450, regent Księstwa Naksos w latach 1447-1450. 
Był synem Francesco I Crispo i Fiorenzy I Sanudo. Jego braćmi byli: Giacomo I Crispo, Giovanni II Crispo i Guglielmo II Crispo. W 1413 poślubił Eudoksję (Valenzę) Komnen, córkę lub siostrę cesarza Trapezuntu Jana IV Wielkiego Komnena. Mieli dziesięcioro dzieci:
- Katarzyna Crispo (1415–14??), poślubiła w  1429 Angelo I Gozzadiniego, Pana Kythnos (- 1468/76)
- Lukrecja Crispo (1416–14??), poślubiła Leone Malipiero, weneckiego arystokratę
- Francesco II Crispo
- Petronilla Crispo (1419–14??), poślubiła w 1437 Jacopo Priuli, weneckiego arystokratę
- Maria Crispo (1420/1421–14??), poślubiła Nicolo Balbi, weneckiego arystokratę
- Fiorenza Crispo (1422–1501), poślubiła w 1444 Marco Cornaro (1406-1479), weneckiego arystokratę
- Valenza Crispo (1424–14??), poślubiła Giovanni Loredan, weneckiego arystokratę
- Marco Crispo (1425–14??), szpitalnik
- Violante Crispo (1427–14??), poślubiła Caterino Zeno, weneckiego arystokratę i dyplomatę
- Antoni Crispo, Pan Siros